# Mīrābād-e Anşārī
Mīrābād-e Anşārī (persiska: میر آباد انصاری, Mīrābād) är en ort i Iran.   Den ligger i provinsen Kerman, i den sydöstra delen av landet, 1 000 km sydost om huvudstaden Teheran. Mīrābād-e Anşārī ligger 723 meter över havet och antalet invånare är 643.
Terrängen runt Mīrābād-e Anşārī är platt. Runt Mīrābād-e Anşārī är det glesbefolkat, med 14 invånare per kvadratkilometer. Närmaste större samhälle är Fahraj, 8,6 km nordost om Mīrābād-e Anşārī. Trakten runt Mīrābād-e Anşārī är ofruktbar med lite eller ingen växtlighet.